# 卡西諾集團
卡西諾集團（Groupe Casino），台湾又名佳喜樂，是法國的一家大型零售企業，在世界各地均設有店鋪，也是巴黎證券交易所的上市公司之一。公司總部位於圣艾蒂安。卡西諾集團創業於1892年。

## 外部連結
- 官方网站
- http://www.fondation-casino.org （页面存档备份，存于）
- Casino Guichard Perrachon Sa （页面存档备份，存于）